# الأورام العضلية الملساء التناسلية
الأورام العضلية الملساء في الأعضاء التناسلية (المعروفة أيضًا باسم الأورام العضلية الملساء الدارتوية) هي عبارة عن الأورام العضلية الملساء التي تنشأ في عضلات دارتوس، أو العضلات الملساء، في الأعضاء التناسلية، والشفران، والحلمة. تعد هذه الأورام نوعًا فرعيًا من الأورام العضلية الملساء الجلدية التي تؤثر على العضلات الملساء الموجودة في كيس الصفن أو الشفرين أو الحلمة. تعد أورامًا حميدة، لكنها قد تسبب الألم وعدم الراحة عند المرضى. يمكن أن يكون الورم العضلي الأملس التناسلي عرضي أو بدون أعراض ويعتمد على نوع الورم العضلي الأملس. في معظم الحالات، يشيع الألم في البقعة أو المنطقة المصابة. بالنسبة للورم العضلي الأملس المهبلي، قد يحدث نزيف مهبلي مترافق مع ألم. قد يُظهر الورم العضلي الأملس الرحمي ألمًا في المنطقة بالإضافة إلى حركة مؤلمة للأمعاء و / أو ألمًا عند الجماع. يمكن أن يكون ألم الحلمة وتضخمها وليونتها من أعراض الورم العضلي الأملس في الحلمة والهالة. يمكن أن يكون سبب الورم العضلي الأملس في الأعضاء التناسلية عدة عوامل، أحدها طفرات جينية تؤثر على الهرمونات مثل الإستروجين والبروجسترون. علاوة على ذلك، تشمل عوامل الخطر لتطور الورم العضلي الأملس التناسلي العمر والعرق والجنس. تُستخدم إجراءات الأمواج فوق الصوتية والتصوير من أجل تشخيص الأورام العضلية الملساء في الأعضاء التناسلية، في حين أن استئصال الورم جراحيًا هو العلاج الأكثر شيوعًا لهذا النوع من الأورام. استخدمت دراسات الحالة عن الورم العضلي الأملس في الحلمة وكيس الصفن والرحم، حيث لم تكن هناك موارد ثانوية كافية لتقديم المزيد من الأدلة.

## أنواع الأورام العضلية الملساء في الأعضاء التناسلية

### الرحم
الأورام العضلية الملساء الرحمية هي أورام حميدة تصيب 70% من الأوروبيات وأكثر من 80% من النساء من أصل أفريقي عند بلوغهن سن الخمسين. على الرغم من أن 30% فقط من النساء المصابات بها يعانين من الأعراض. من بين أولئك اللاتي يعانين من ورم عضلي أملس في الرحم، تدخل 29% منهن المستشفى. يعاني ثلث المرضى الذين يعانون من هذه الأورام الليفية من فقر الدم المهدِّد للحياة، وهي حالة لا يمتلك فيها الجسم ما يكفي من الأكسجين بسبب نقص خلايا الدم الحمراء لحمل الأكسجين في جميع أنحاء الجسم. تعالج هذه الأورام بشكل أساسي عن طريق إجراء استئصال الرحم، وهو إجراء يستأصل فيه الرحم، ويمثل حوالي 40-60% من جميع عمليات استئصال الرحم المجراة. تعتمد الأعراض على مكان الورم، والذي قد يحدث في الغشاء المخاطي (تحت الأغشية المخاطية وتبطن الجزء الداخلي لبعض الأعضاء)، أو داخل الرحم (داخل جدران الأعضاء)، أو في المناطق تحت المصلية (تحت المصل والخطوط) أو الجزء الخارجي لبعض الأعضاء.

### الحلمي-الهالي
الورم العضلي الأملس الحلمي الهالي هو نوع نادر من الورم العضلي الأملس التناسلي. يظهر على شكل نمو أحادي الجانب أو ثنائي لورم حميد للعضلة الملساء يمكن أن يكون مؤلمًا ومزعجًا وملتهبًا. يبلغ طوله عادة أقل من 2 سم. نظرًا لأن هذا الورم نادر للغاية، حيث أبلغ عن 50 حالة فقط في الأدبيات، فغالبًا ما يراجع الأطباء فقط بسبب ألم الحلمة المزمن.

### المهبلي
الورم العضلي الأملس المهبلي المجاور للإحليل هو نوع آخر من الورم العضلي الأملس التناسلي وهو أيضًا أقل شيوعًا مقارنة بالأنواع الأخرى من الورم العضلي الأملس. يظهر على شكل ورم حميد في العضلات الملساء في الجهاز البولي التناسلي، والذي يشمل الأعضاء البولية والتناسلية، والتي يمكن أن تنمو بسرعة أثناء الحمل. من ناحية أخرى، يميل الورم إلى الانخفاض في الحجم عند انقطاع الطمث. قد يكون هذا بسبب نمو الورم المعتمد على الهرمونات. لا يوجد سبب محدد لتطور الورم، ولكن كان قد افترض أنه ينشأ من أنسجة الأوعية الدموية وبقايا ألياف العضلات الملساء في الجنين. يستخدم التصوير والفحص المرضي لتشخيص المرض. علاوة على ذلك، فإن علاج المرض هو استئصال الورم جراحيًا.
الورم العضلي الأملس المهبلي هو أحد أبرز أنواع الأورام العضلية الملساء في الأعضاء التناسلية. قد يصل طول آفات الفرج إلى 15 سم ويقال إنها مؤلمة بشكل حاد. قد يحدث تضخم في هذه الأورام العضلية الملساء أثناء الحمل.

### كيس الصفن
يعد الورم العضلي الأملس الصفني نوعًا نادرًا للغاية من الورم العضلي الأملس في الأعضاء التناسلية. نظرًا لأن الورم العضلي الأملس في كيس الصفن عادة ما يكون غير مؤلم وينمو ببطء بمرور الوقت، فغالبًا ما يكون هناك تأخر بمراجعة الطبيب، بمتوسط 6-7 سنوات. تحدث الإحالة إلى الطبيب عادة عندما يلاحظ الناس كبر حجم الخصيتين وازدياد ثقلهما. وجدت مراجعة لـ 11000 حالة من الأورام الحميدة والخبيثة في كيس الصفن 11 حالة من الورم العضلي الأملس فيه. يمكن أن يؤثر الورم العضلي الأملس في الصفن على الذكور من أي عمر وعرق، ولكنه أكثر شيوعًا عند القوقازيين الذين تتراوح أعمارهم بين 40-60 عامًا. يبلغ متوسط قطر الورم في كيس الصفن 6.4 سم.